# معماری فدرال

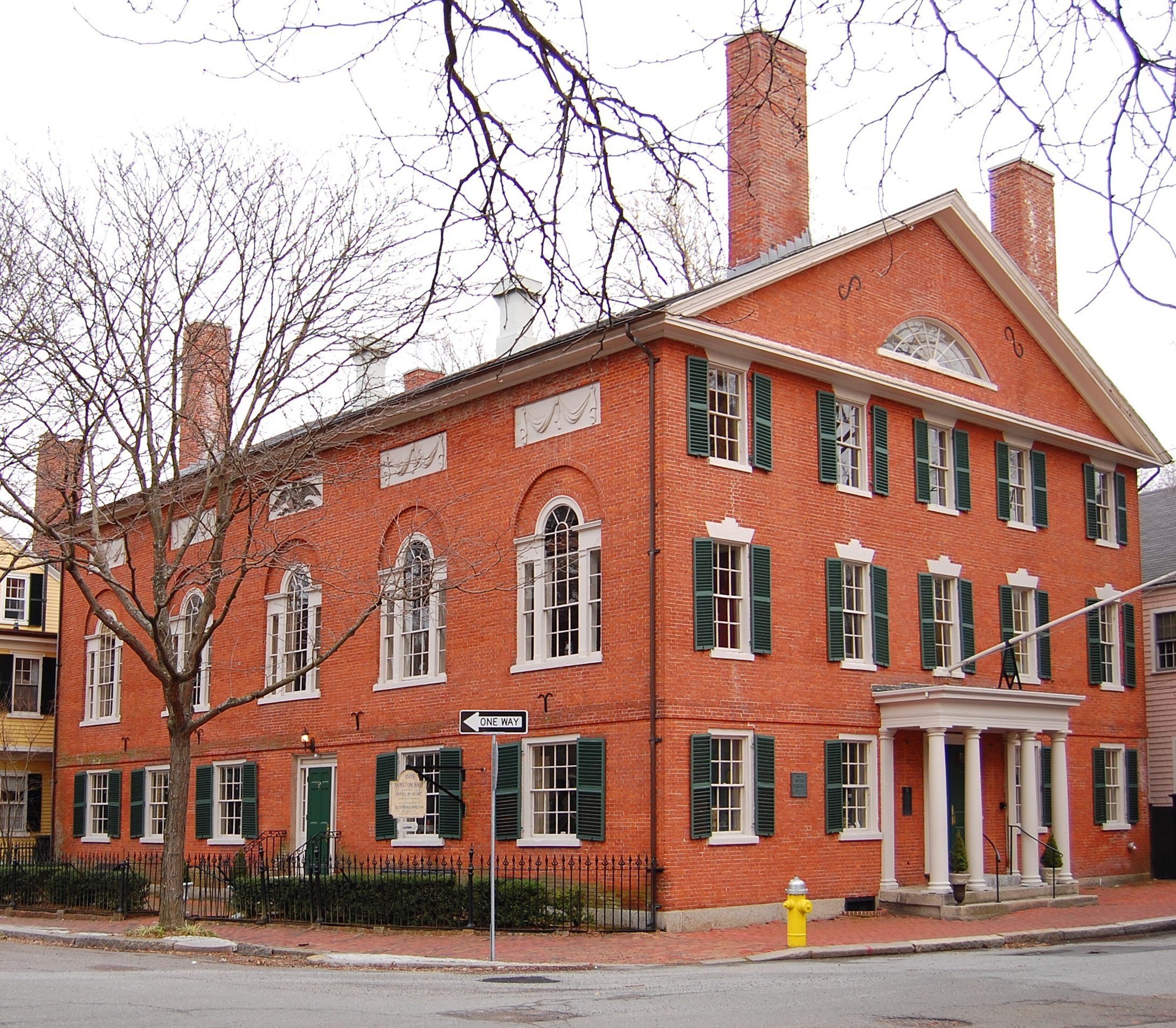
ساختمانی با معماری فدرال

معماری فدرال (انگلیسی: Federal architecture)سبکی است الهام گرفته شده از معماری کلاسیک که معمولاً در شمال آمریکا دیده می‌شود و در بین سال‌های ۱۷۸۰ و ۱۸۳۰، و به ویژه از ۱۷۸۵ به ۱۸۱۵ رواج داشته است.
این سبک نام خود را از آن دوران، یعنی مقارن شدن با اوایل فدرالی شدن ایالات متحده دارد. نام سبک فدرال نیز در ارتباط با طراحی مبلمان در ایالات متحده از همان دوره زمانی استفاده می‌شود. سبک به طور گسترده به سبک کلاسیک سبک بیدرمایر در سرزمین‌های آلمانی زبان، سبک ریجنسی در بریتانیا و سبک امپراتوری فرانسه مطابقت دارد.